# Ryunosuke Naito
Ryunosuke Naito (内藤 隆乃介, Naitō Ryūnosuke), né le 29 décembre 1984 est un chef cuisinier japonais formée à la gastronomie française, établi à Paris.
Son restaurant Pertinence, dont il est chef avec Kwen Liew, est étoilé Michelin depuis février 2018.

## Parcours
Il débute en 2005 par un stage d'études chez Taillevent (trois étoiles puis deux à l'époque) sous la direction du chef Alain Soliverès. 
En 2015, Ryunosuke Naito devient chef et associé du bistrot Alexandre III. Il propose à Kwen Liew de le rejoindre en tant que seconde. Après cette expérience, ils décident de créer leur propre établissement à une échelle qui leur convient mieux. Le couple part alors à la recherche d'un local pour monter son propre établissement et trouve un ancien bistrot qu'il fait redécorer par l'architecte Gérard Ronzatti. 
Fin mars 2017, Liew et Naito ouvrent leur restaurant Pertinence dans le 7e arrondissement à Paris. Leur cuisine réalisée à quatre mains mélange tradition française et touche et technique asiatiques. Les deux chefs sont complémentaires, Ryunosuke Naito apportant plutôt sa touche dans la cuisson des poissons, le dressage et la réalisation des assiettes. Le restaurant ne propose initialement que 18 couverts.
Moins d'un an plus tard, le 5 février 2018, Kwen Liew et Ryunosuke Naito reçoivent une étoile Michelin pour leur établissement. Après avoir obtenu l'étoile, Kwen Liew et Ryunosuke Naito se limitent désormais à 14 couverts pour gagner de l'espace et concentrer leurs efforts.